# Ophiochasma stellata
Ophiochasma stellata is een slangster uit de familie Ophiodermatidae.
De wetenschappelijke naam van de soort werd in 1867 gepubliceerd door Axel Vilhelm Ljungman.